# Якутський кінь
Якутський кінь (якут. силги або саха ата) — аборигенна порода коня, поширена в Якутії. Порода виведена народною селекцією під сильним впливом природного відбору.

## Характеристики породи

### Проміри
Ця порода костиста, з відносно короткими ногами і великою головою. Копита дуже міцні. Проміри жеребців в см: висота в холці 143, коса довжина тулуба 156, обхват грудей 187, обхват п'ястка 22, у кобил — 142—150 — 190 — 20. Маса шестимісячних лошат досягає 105 кг, в 2,5-літньому віці — 165 кг, дорослих коней — до 500 кг.

### Масть
Основні масті сіра, савраса, гніда, ворона, руда, ірисова і їх комбінації.

Зовнішній вигляд якутського коня
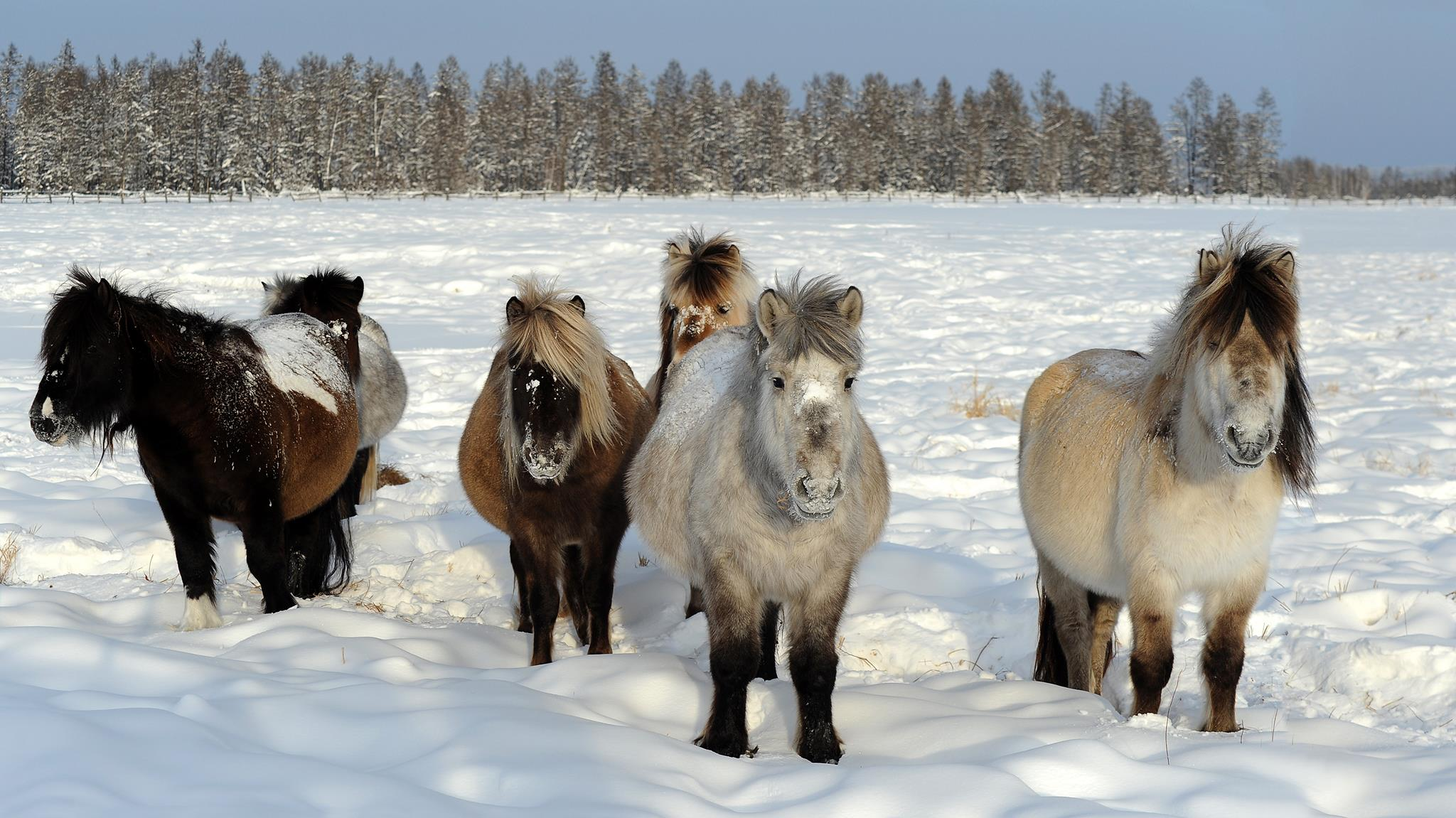
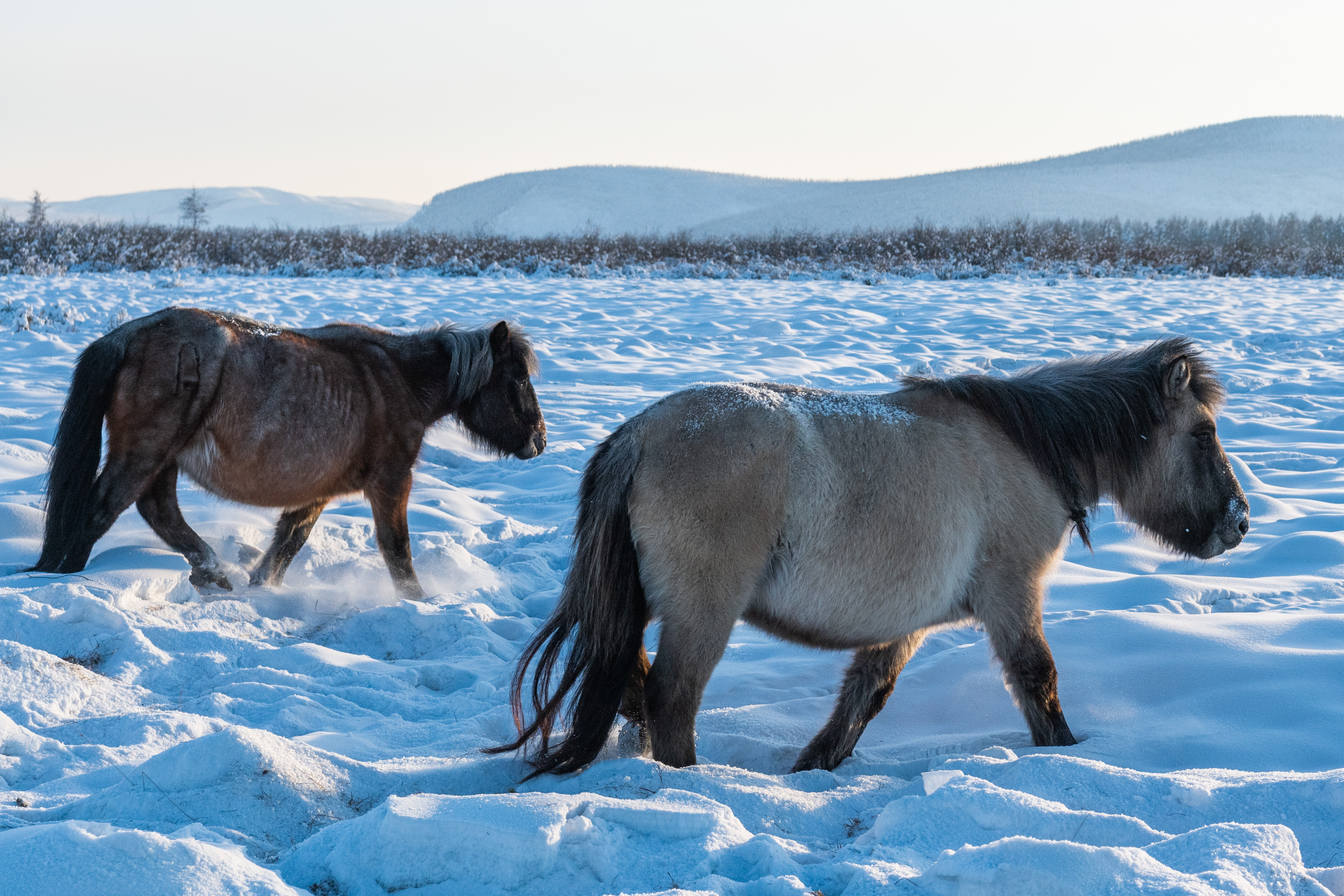
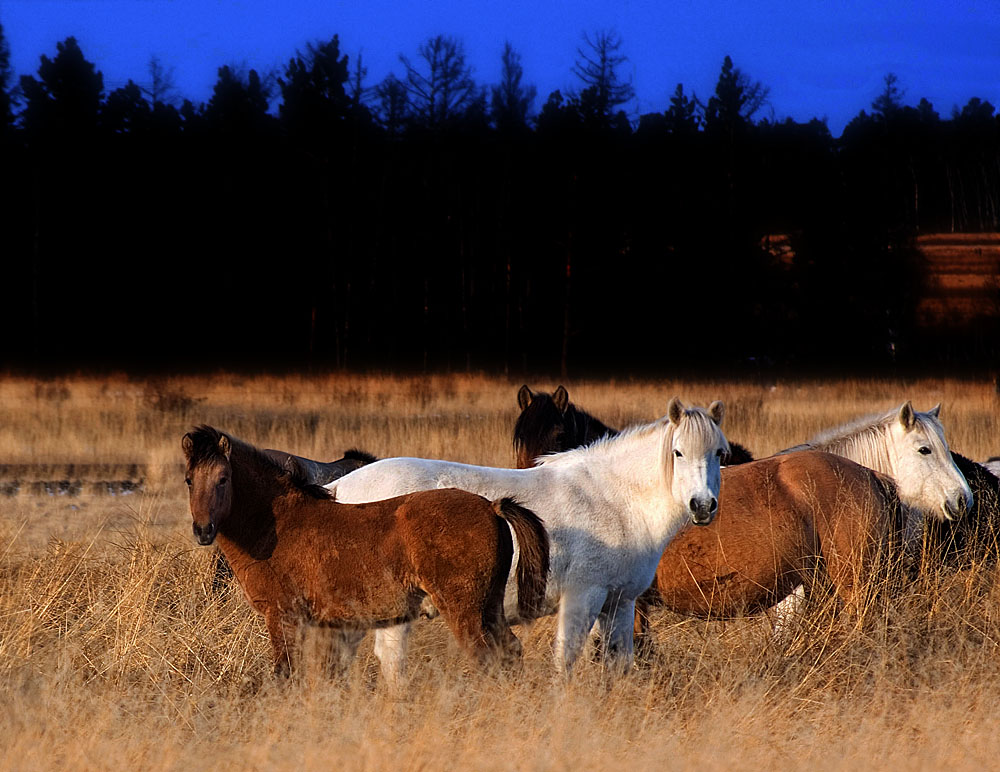
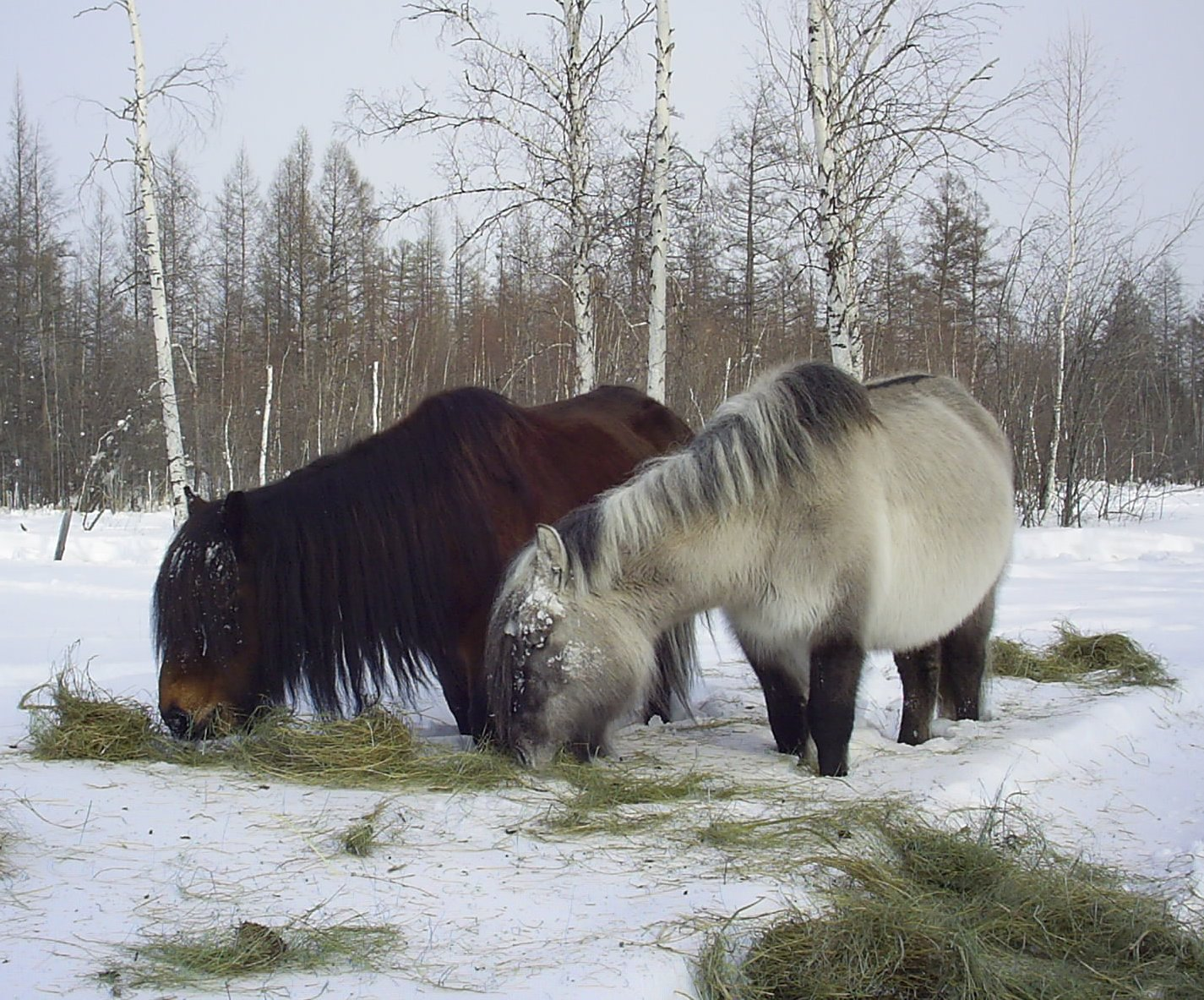
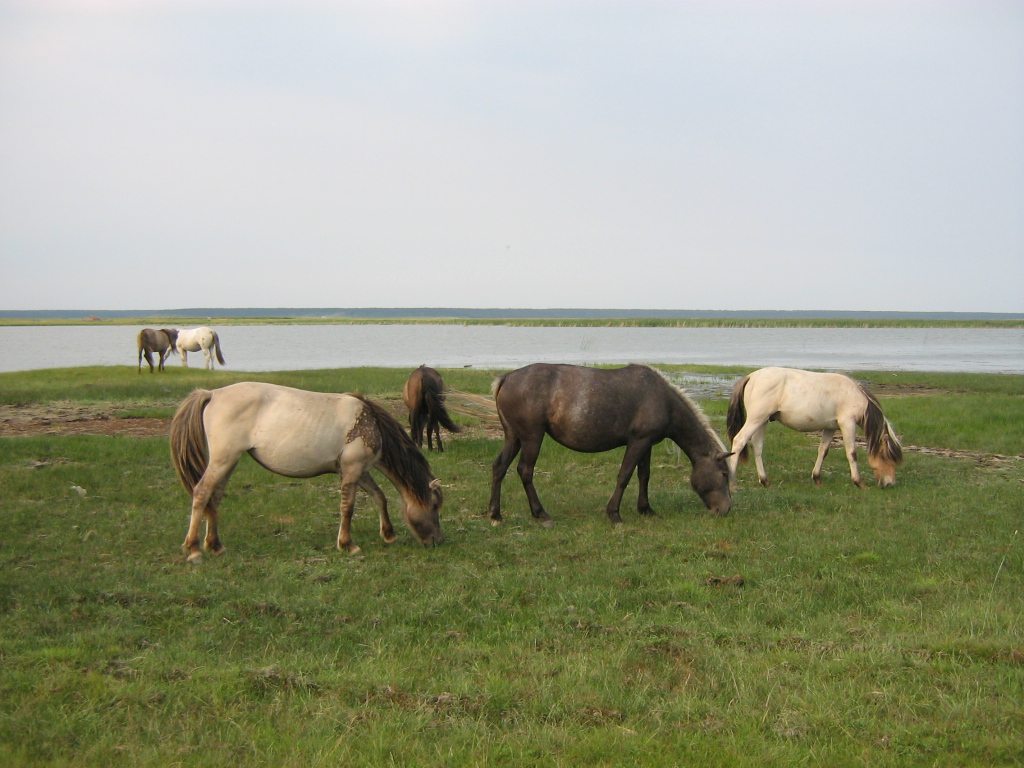
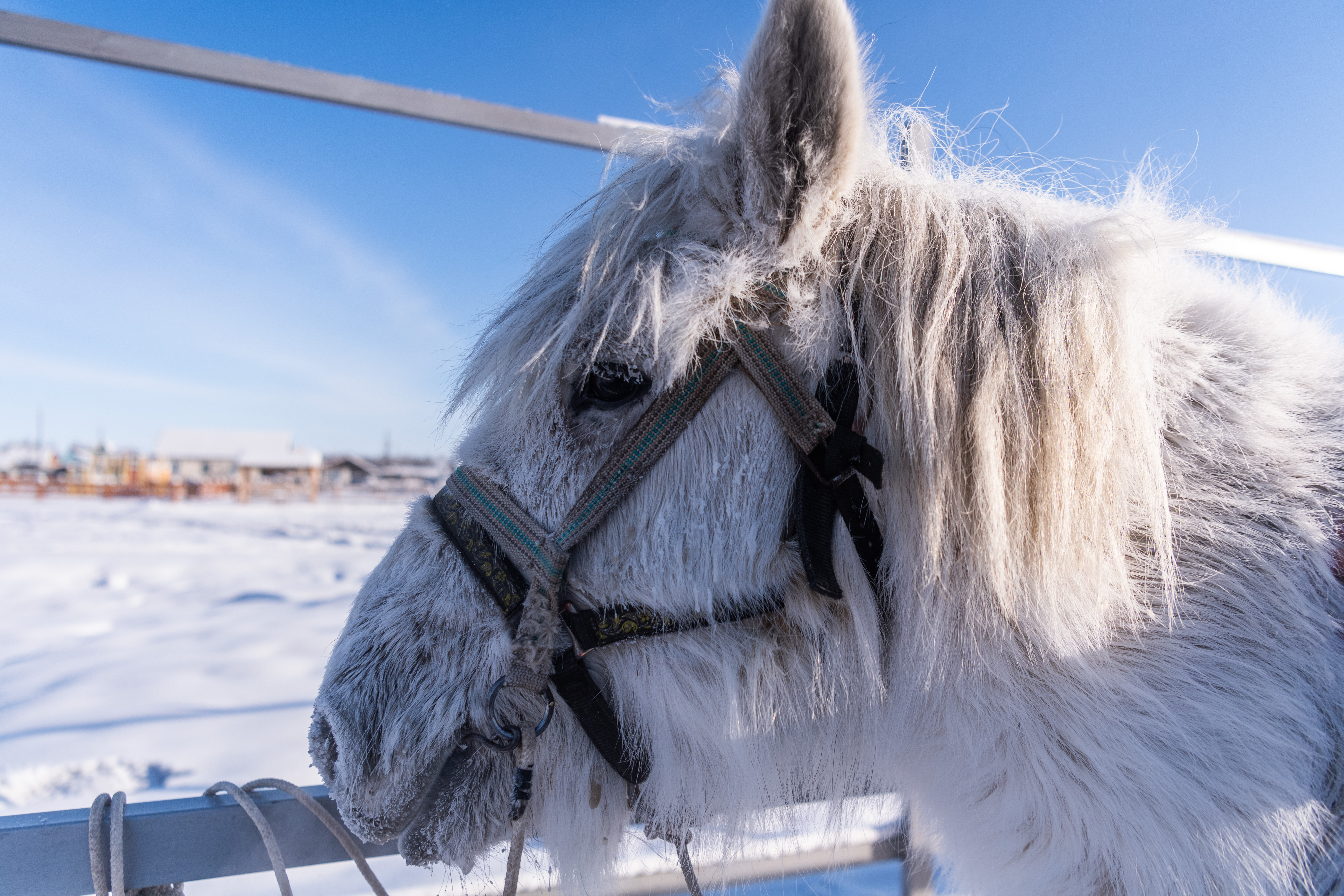

### Особливості
Якутська порода вважається найморозостійкішою породою коней, в холодний період має підшерстя і шерсть завдовжки 8-15 см. Навіть взимку вона може годуватися травою з-під снігу, розгрібаючи його копитами. В Якутії коні живуть на вільному повітрі цілий рік (при температурах влітку до + 40 ° С і в зимовий час до -60 ° С) і їжу шукають самостійно. Кожен ватажок тримає свій табун: від 18 до 24 кобил і лошат, такою сім'єю тварини і пасуться.
Крок у якутських коней короткий. Галопом по важкій сніговий доріжці 3200 метрів вони проходять трохи більше, ніж за 5 хв, 1600 метрів вони проходять приблизно за 3 хв. Якутські коні пізньостиглі, але довговічні: досягаючи повного розвитку лише до п'яти-шести років, вони часто використовуються в розведенні і роботі аж до 25-27 років. Якутські коні витривалі і кмітливі, добре орієнтуються на бігу по пересіченій місцевості.
Традиційно існують 2 напрямки використання якутських коней:
- Верхова їзда. За всієї малорослості і кремезності якутських коней їх часто використовують в якості верхових коней. Жодне свято Ісая не обходиться без кінних змагань, при цьому верхових коней ніколи не використовують для інших цілей.
- М'ясо-молочний напрямок. Найбільш поширене застосування. Молоко кобилиці використовується для виготовлення традиційного національного напою — кумису, а м'ясо якутських коней є національною стравою і вважається делікатесом. Відмінною рисою м'яса якутського коня є так звана мармуровість м'яса, тобто вкраплення жиру в м'ясі, через які м'ясо набуває особливого смаку і м'якості, надзвичайно цінується гурманами. Безсумнівно, унікальному смаку якутської конини сприяє те, що для цього використовуються тільки коні, які ніколи не знали ані сідла, ані вуздечки. М'ясо якутського коня дуже жирне і калорійне[1]. Це не дивно, оскільки в північних умовах це один з небагатьох пристосованих до розведення видів свійських тварин.

## Історія

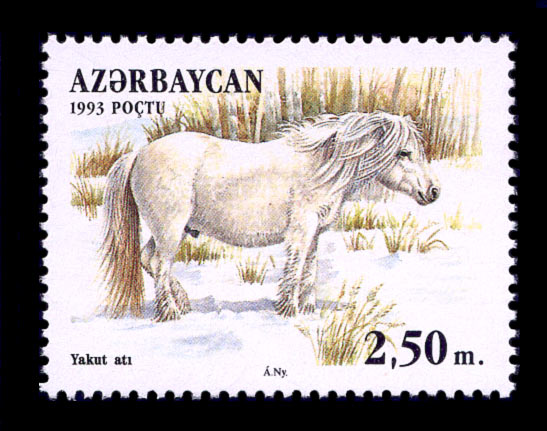
Якутский кінь на поштовій марці Азербайджану

У 1988 році на території тундри в 160 км було випущено стадо якутських коней, яке успішно адаптувалося. Воно використовується для апробації теорії про можливість часткового відновлення екосистеми «мамонтових тундростепів» плейстоцену.
2011 року було офіційно оголошено про презентацію нової породи якутського коня - Мегежекської на конезаводі імені Степана Васильєва (Нюрбинський улус Республіки Саха (Якутія)). Основна маса якутських коней зосереджена в долинах середньої течії ріки Лена, а також в басейнах Яни, Колими та Індігірки.
Наразі в Якутії сформовані три типи якутських коней: північний оригінальний тип якутських коней (середньоколимський, верхоянский кінь), південний, дрібніший тип, що не піддавався схрещуванню з заводськими породами та південний великий тип, що відхиляється в сторону заводських порід, використаних для поліпшення місцевих якутських коней. 